# مسلسل أحوال
أحوال (بالإنجليزية: Conditions) هو مسلسل درامي اجتماعي قانوني إماراتي من إنتاج عام 2003، عُرض على قناة سما دبي. أخرج العمل هاني الشيباني، بينما تولّى حاتم صلاح الدين مهمة الإخراج المنفذ. العمل من إنتاج شركة أفلام صقر الصحراء، بالتعاون مع قناة سما دبي.

## فكرة العمل
يتكوّن المسلسل من ثلاثين حلقة درامية منفصلة، تستند كل واحدة منها إلى قضية واقعية مأخوذة من ملفات الشرطة، تُعرض بطريقة تمثيلية درامية، ثم تُحلل قانونيًا من قبل المحامي عبدالحميد الكميتي بهدف توعية الجمهور بالحقوق والواجبات القانونية.
القضايا المطروحة تشمل الطلاق، المخدرات، العنف الأسري، الاحتيال، والابتزاز، وغيرها من الظواهر المجتمعية.

## الطاقم الفني
- إخراج: هاني الشيباني
- مخرج منفذ: حاتم صلاح الدين
- إعداد: ناجي الحاي
- سيناريو: حفصة المطوع، طلال محمود، باسمة أبو شعبان
- تقديم وتحليل قانوني: المحامي عبدالحميد الكميتي
- مدير التصوير: حسين ميسري
- مدير الإنتاج: محمد عبدالرزاق
- تنفيذ الإنتاج: شركة أفلام صقر الصحراء
- الجهة المنتجة: قناة سما دبي

## البث
عُرض المسلسل لأول مرة عام 2003 على قناة سما دبي، ولاقى اهتمامًا بفضل تقديمه محتوى قانونيًا دراميًا يستند إلى وقائع حقيقية من المجتمع الإماراتي، في قالب توعوي تثقيفي نادر في المنطقة.

## روابط خارجية
- قالب:رابط IMDb
- صفحة "أحوال" على السينما.كوم
- التتر الرسمي على YouTube